# Jean de Valenciennes
Jean de Valenciennes (lat. Johan de Valencenes, dt. Johann von Valenciennes; † nach 1265) war ein französischer Ritter und Diplomat, sowie durch Ehe Herr von Haifa (Cayphas) im Königreich Jerusalem.
Er stammte aus einer franko-normannischen Adelsfamilie, die womöglich nach der Stadt Valenciennes benannt ist.
Er nahm als Ritter am Kreuzzug König Ludwigs IX. von Frankreich nach Ägypten (Sechster Kreuzzug) von 1248 bis 1250 teil und begleitete diesen anschließend nach Akkon. Von dort wurde er zweimal als Abgesandter des Königs nach Kairo geschickt, um dort bei den Mameluken die Freilassung der restlichen im April 1250 gefangen genommenen Kreuzritter zu beschleunigen. Erst nachdem Jean ihnen versicherte, dass Ludwig IX. kein Bündnis mit den Ayyubiden von Damaskus eingehen werde, wurden die Gefangenen freigelassen. Als weiteres Entgegenkommen gaben die Mameluken auch den seit Jahren eingekerkerten Hospitalitermeister Guillaume de Chateauneuf sowie die sterblichen Überreste des Grafen Walter IV. von Brienne frei, zusätzlich machten sie Ludwig IX. einen Elefanten und ein Zebra zum Geschenk.
Offensichtlich blieb Jean in der Levante zurück, nachdem der König 1254 nach Frankreich zurückkehrte, denn im Jahr 1257 ist er erstmals als Herr von Haifa, das von den Franken Cayphas genannt wurde, belegt. Wahrscheinlich hatte er die Erbin dieser Baronie namens Helvis geheiratet, die zuvor in erster Ehe mit Gottfried Poulain, sowie in zweiter Ehe mit García Álvarez verheiratet gewesen war. Während des Sankt-Sabas-Krieges (1256–58) war er ein Unterstützer der genuesischen Partei um Johann von Ibelin-Arsuf. In den Jahren 1263 und 1264 richtete Papst Urban IV. je einen Brief an Jean und Erzbischof Gilles von Tyrus, in welchen ihm finanzielle Unterstützung zum Ausbau der Befestigungsanlagen von Haifa versprochen wurde, um die Stadt gegen einen erwarteten Angriff des Mameluken-Sultans Baibars I. vorzubereiten. Diese Maßnahmen waren vergebens, Baibars eroberte Haifa 1265. Anscheinend hatte bereits spätestens 1264 sein Stiefsohn aus der ersten Ehe seiner Frau, Gilles Poulain, die Regierung der Herrschaft Haifa übernommen.